# Sequenza di Sheffer
In matematica, una sequenza polinomiale, cioè una successione { pn(x) : n = 0, 1, 2, 3, ... } di polinomi nei quali l'indice di ogni polinomio uguaglia il suo grado, si dice sequenza polinomiale di Sheffer, o in breve sequenza di Sheffer, se l'operatore lineare Q che agisce sui polinomi in x definito da
{\displaystyle Qp_{n}(x):=np_{n-1}(x)~~{\rm {per}}~~n=0,1,2,...}
è shift-equivariante. Dicendo che Q è shift-equivariante intendiamo dire che se consideriamo a un numero reale qualsiasi e l'operatore di traslazione (shift) di funzioni di variabile reale g(x) Ta definito da Tag(x) := g(x + a), allora  (QTag)(x) = (Qg)(x + a), cioè Q commuta con ogni operatore di traslazione.
Seguendo F. Hildebrandt, chiamiamo operatore delta ogni operatore lineare sui polinomi che riduce di 1 il loro grado ed è shift-equivariante. Il precedente operatore Q si può quindi chiamare operatore delta caratteristico della sequenza di Sheffer.
L'insieme di tutte le sequenze di Sheffer costituisce un gruppo per l'operazione di composizione umbrale delle sequenze polinomiali, definita come segue. Consideriamo due sequenze polinomiali qualsiasi { pn(x) : n = 0, 1, 2, 3, ... } e { qn(x) : n = 0, 1, 2, 3, ... }, con
{\displaystyle p_{n}(x)=\sum _{k=0}^{n}a_{n,k}x^{k}~.}
Si dice composizione umbrale di p e q e si scrive p o q la sequenza polinomiale il cui n-esimo termine è
{\displaystyle (p_{n}\circ q)(x)=\sum _{k=0}^{n}a_{n,k}q_{k}(x)~.}
Due importanti sottogruppi del gruppo delle sequenze di Sheffer sono il gruppo delle sequenze di Appell, che sono le sequenze di Sheffer il cui operatore delta è la
differenziazione e il gruppo di sequenze di tipo binomiale, che sono le sequenze polinomiali che soddisfano le identità
{\displaystyle p_{n}(x+y)=\sum _{k=0}^{n}{n \choose k}p_{k}(x)p_{n-k}(y)~.}
Una sequenza di Sheffer {pn(x): n = 0, 1, 2, ... } è di tipo binomiale se e solo se valgono le uguaglianze
{\displaystyle p_{0}(x)=1\quad {\rm {e}}\quad p_{n}(0)=0~~{\rm {per}}~n=1,2,...~.}
Il gruppo delle sequenze di Appell è abeliano, il gruppo delle sequenze di tipo binomiale non lo è. Il gruppo delle sequenze di Appell è un sottogruppo normale del gruppo delle sequenze di Sheffer, il gruppo delle sequenze di tipo binomiale non è normale. Il gruppo delle sequenze di Sheffer risulta essere un prodotto semidiretto del gruppo di sequenze di Appell e del gruppo delle sequenze di tipo binomiale. Segue che ogni laterale (coset) del gruppo delle sequenze di Appell contiene esattamente una sequenza di tipo binomiale. Due sequenze di Sheffer sono nello stesso laterale se e solo se posseggono lo stesso operatore delta caratteristico.
Se sn(x) è una sequenza di Sheffer e pn(x) è una sequenza di tipo binomiale che condivide lo stesso operatore delta caratteristico, allora
{\displaystyle s_{n}(x+y)=\sum _{k=0}^{n}{n \choose k}p_{k}(x)s_{n-k}(y)~.}
Talvolta si definisce sequenza di Sheffer una sequenza polinomiale che soddisfa queste uguaglianze per qualche sequenza di tipo binomiale. Se in particolare { sn(x) } è una sequenza di Appell, allora
{\displaystyle s_{n}(x+y)=\sum _{k=0}^{n}{n \choose k}x^{k}s_{n-k}(y)~.}
La sequenza dei polinomi di Hermite, la sequenza dei polinomi di Bernoulli, e la sequenza { xn : n = 0, 1, 2, ... } sono esempi di sequenze di Appell.